# ななかさんの印税生活入門
『ななかさんの印税生活入門』（ななかさんのいんぜいせいかつにゅうもん）は、kashmirによる日本の漫画作品。主人公の「連光寺ななか」がラノベを独自の分析をしながら、友人たちと創作活動をする4コマ漫画。『まんがタイムきららMAX』（芳文社）で2016年2月号から2019年4月号まで連載された。

## 主な登場人物
登場人物の姓は東京都多摩市の地名に由来しているものが多い。
連光寺ななか（れんこうじ ななか）
本作品の主人公の女の子。中学2年生。アホ毛が特徴。
両親はそれぞれ漫画家で、基本的に仕事場におり、放置気味に育てられた。生活能力がなく、みきに面倒を見てもらっている。両親を見返すため小説を書いて夢の印税生活を目指している。
奏との勝負に負け、休部していた文芸部を復活させて部長になった。
小説投稿サイトでのペンネームは「彩乃季なな」。
珠尾根みき（たまおね みき）
中学2年生。ななかの幼馴染。
周りにななかとの百合関係を疑われているが、実際は重度のブラコン。
文芸部では編集担当。
聖坂まい（ひじりざか まい）
中学2年生。唯一の美術部員。絵を描くスピードが異常に速い。
ななかの小説のイラストを担当することになる。
馬引沢奏（まひきざわ かなで）
中学3年生。学園の生徒会長。
小説投稿サイトでは有名人。デビューの話もあるが、断っている。後に文芸部に所属。高校進学後、商業デビューする。
小説投稿サイトでのペンネームは「kanade」。
永山櫻子（ながやま さくらこ）
美術部の顧問。学園OGで美術部に在籍していた。
見た目は怖いが、生徒想いのいい先生。奏にイラスト投稿サイトの投稿がバレて、奏の小説のイラストを担当する。
イラスト投稿サイトでの名前は「水月燈」。
春日みゆき（かすが みゆき）
中学2年生。生徒会所属。永山先生の従姉妹。
後に生徒会長になる。
大栗いろは（おおぐり いろは）
中学2年生。図書委員。黒髪ロングの三つ編み。
復活した文芸部に入部する。子供の頃、アニメの続きを考えるのが好きで小説を書くようになった。作品内では登場人物が次々と死ぬ。

## 商業的評価
週間単行本売り上げランキングCOMIC ZIN調べでは、単行本全巻がランキング入りしている（以下参照）。
| 巻数  | 期間                     | 順位   |
| ----- | ------------------------ | ------ |
| 第1巻 | 2017年2月27日から3月5日  | 第3位  |
| 第2巻 | 2018年3月26日から4月1日  | 第4位  |
| 第3巻 | 2019年4月22日から4月28日 | 第3位  |
| 第3巻 | 2019年4月29日から5月5日  | 第10位 |

## 備考
- 最終話に『○本の住人』の「いずみ」、「ようこさん」と「みか」が登場する。

## 書誌情報
- kashmir『ななかさんの印税生活入門』芳文社〈まんがタイムKRコミックス〉、全3巻
  1. 2017年3月14日発行（2月27日発売[6][7]）、ISBN 978-4-8322-4809-0
  2. 2018年4月11日発行（3月27日発売[7]）、ISBN 978-4-8322-4932-5
  3. 2019年5月10日発行（4月25日発売[7]）、ISBN 978-4-8322-7088-6